# Муди (округ)
Округ Муди (англ. Moody County) располагается в штате Южная Дакота, США. Официально образован в 1873 году. По состоянию на 2010 год, численность населения составляла 6486 человек.

## География
По данным Бюро переписи США, общая площадь округа равняется 1350 км2, из которых 1346 км2 суша и 4 км2 или 0,27 % это водоемы.

## Население
По данным переписи населения 2000 года в округе проживает 6 595 жителей в составе 2 526 домашних хозяйств и 1 763 семьи. Плотность населения составляет 5,00 человек на км2. На территории округа насчитывается 2 745 жилых строений, при плотности застройки около 2,00-х строений на км2. Расовый состав населения: белые — 84,91 %, афроамериканцы — 0,29 %, коренные американцы (индейцы) — 12,01 %, азиаты — 0,56 %, гавайцы — 0,00 %, представители других рас — 0,06 %, представители двух или более рас — 2,17 %. Испаноязычные составляли 0,76 % населения независимо от расы.
В составе 35,60 % из общего числа домашних хозяйств проживают дети в возрасте до 18 лет, 56,70 % домашних хозяйств представляют собой супружеские пары проживающие вместе, 8,50 % домашних хозяйств представляют собой одиноких женщин без супруга, 30,20 % домашних хозяйств не имеют отношения к семьям, 26,40 % домашних хозяйств состоят из одного человека, 12,20 % домашних хозяйств состоят из престарелых (65 лет и старше), проживающих в одиночестве. Средний размер домашнего хозяйства составляет 2,58 человека, и средний размер семьи 3,12 человека.
Возрастной состав округа: 29,10 % моложе 18 лет, 7,20 % от 18 до 24, 26,40 % от 25 до 44, 22,30 % от 45 до 64 и 22,30 % от 65 и старше. Средний возраст жителя округа 37 лет. На каждые 100 женщин приходится 99,80 мужчин. На каждые 100 женщин старше 18 лет приходится 97,00 мужчин.
Средний доход на домохозяйство в округе составлял 35 467 USD, на семью — 41 623 USD. Среднестатистический заработок мужчины был 27 391 USD против 20 472 USD для женщины. Доход на душу населения составлял 16 541 USD. Около 7,30 % семей и 9,60 % общего населения находились ниже черты бедности, в том числе — 11,40 % молодежи (тех, кому ещё не исполнилось 18 лет) и 10,90 % тех, кому было уже больше 65 лет.